# Timbro (strumento)

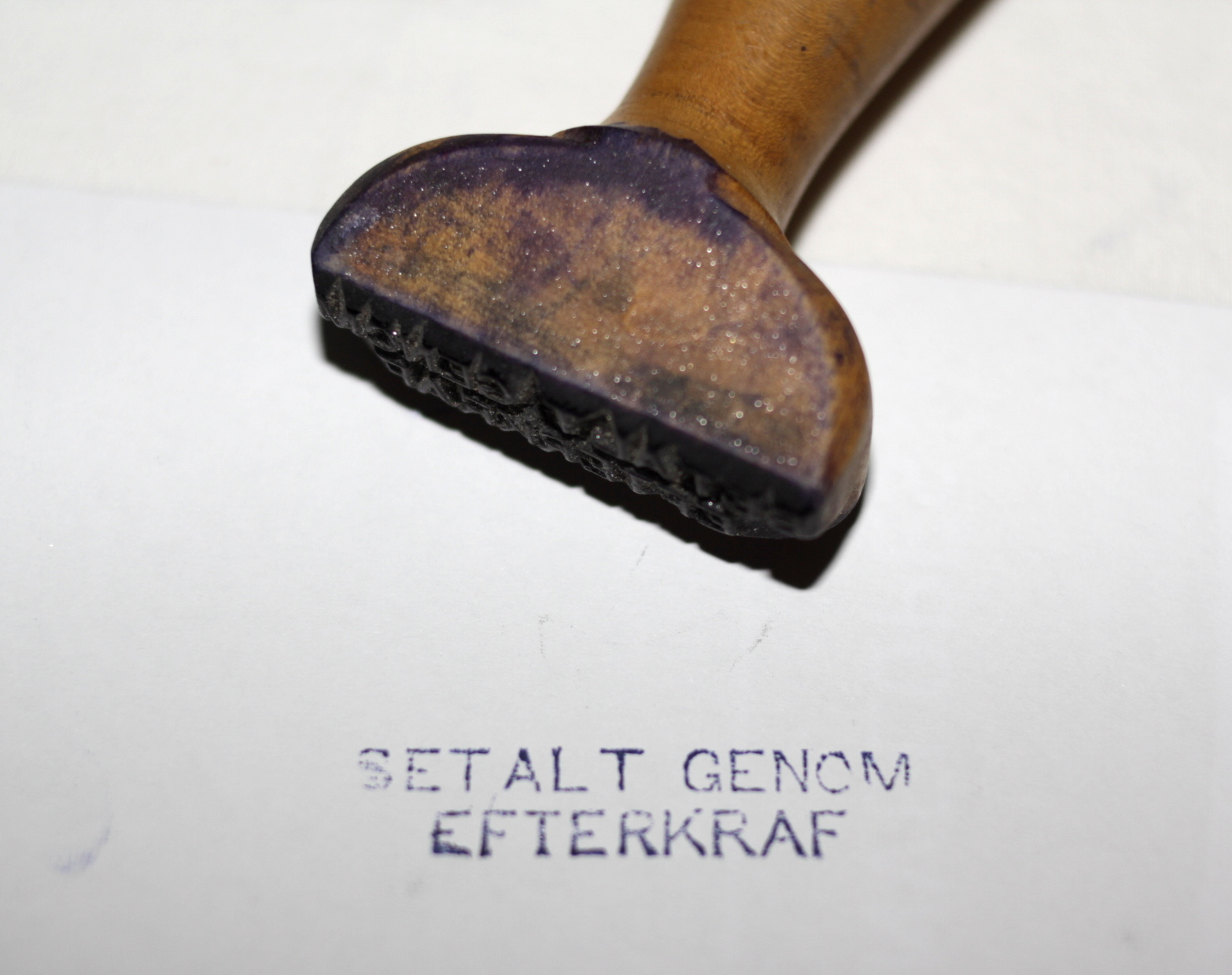
Un timbro in legno (1941 ca.)

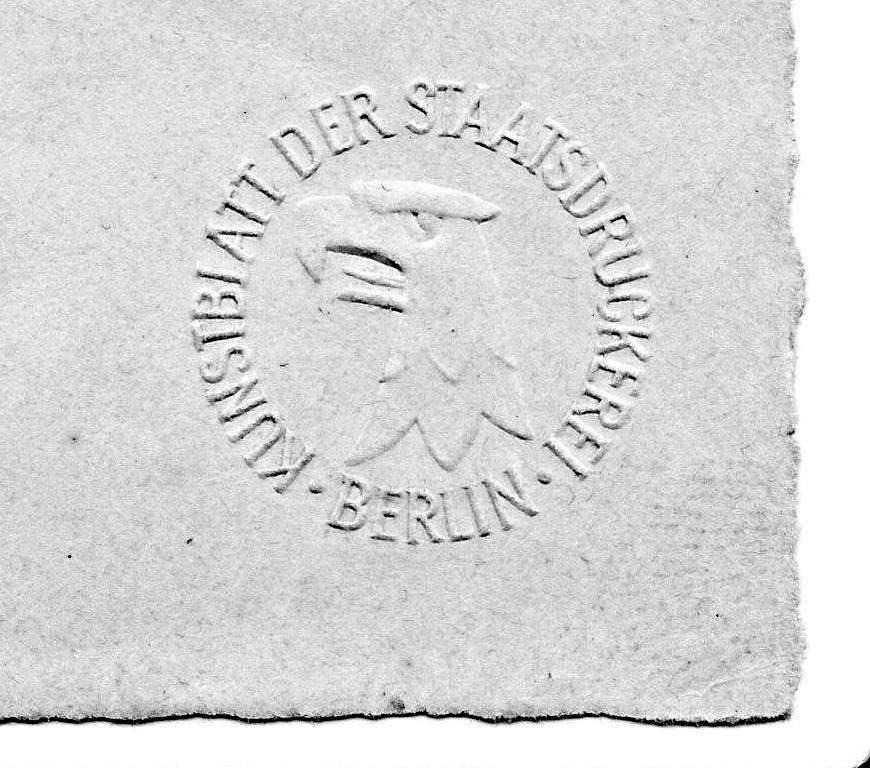
Esempio di timbratura a secco: i timbri a secco creano un'impronta a rilievo sulla carta

Il timbro è uno strumento per la marcatura con inchiostro di oggetti vari; la "marcatura" è composta in genere da cifre o lettere in gomma e a rilievo e talora anche da immagini sempre in rilievo. Generalmente viene utilizzato per riprodurre un disegno o un messaggio su supporto di carta. Alcuni rilievi sono adatti anche per fare la marcatura su supporti diversi dalla carta.

## Timbri aziendali
Esistono tre tipi distinti di timbri in gomma:
- tradizionali, in cui il tampone si trova in un contenitore separato dal timbro;
- autoinchiostranti, che hanno un dado autonomo che poggia contro il tampone fino a quando il dado non viene ruotato di 180 gradi per fare un'impronta;
- preinchiostrati, in cui lo stesso dado è effettivamente impregnato di inchiostro.

I timbri in gomma per le aziende mostrano comunemente un indirizzo, il logo aziendale e il numero di registrazione dell'azienda. Alcuni timbri hanno anche parti mobili che consentono all'utente di regolare la data o la dicitura del timbro. Sono utilizzati per datare la posta in arrivo e per indicare una gestione speciale dei documenti. In alcuni paesi è prassi comune che i documenti formali, come i contratti, siano apposto sulla firma come ulteriore prova di autenticità. L'obiettivo è autenticare i contratti, prevenire la contraffazione e aumentare l'efficienza poiché i dirigenti dell'azienda non devono firmare separatamente i singoli documenti aziendali.
I timbri aziendali sono generalmente disponibili presso le cartolerie o direttamente dal produttore. I timbri più diffusi includono timbri per indirizzi, timbri per parole standard come timbri ricevuti o dovuti e timbri datari.

## Informatica
La marcatura del documento può essere eseguita dall'elaboratore di testi dell'utente. Questo può essere fatto manualmente creando i "timbri" da visualizzare sui documenti nel software automatico di marcatura dei documenti per Microsoft Word. Ciò consente di timbrare ogni pagina mentre viene stampata con i timbri selezionati dall'utente creati elettronicamente.

## Galleria d'immagini

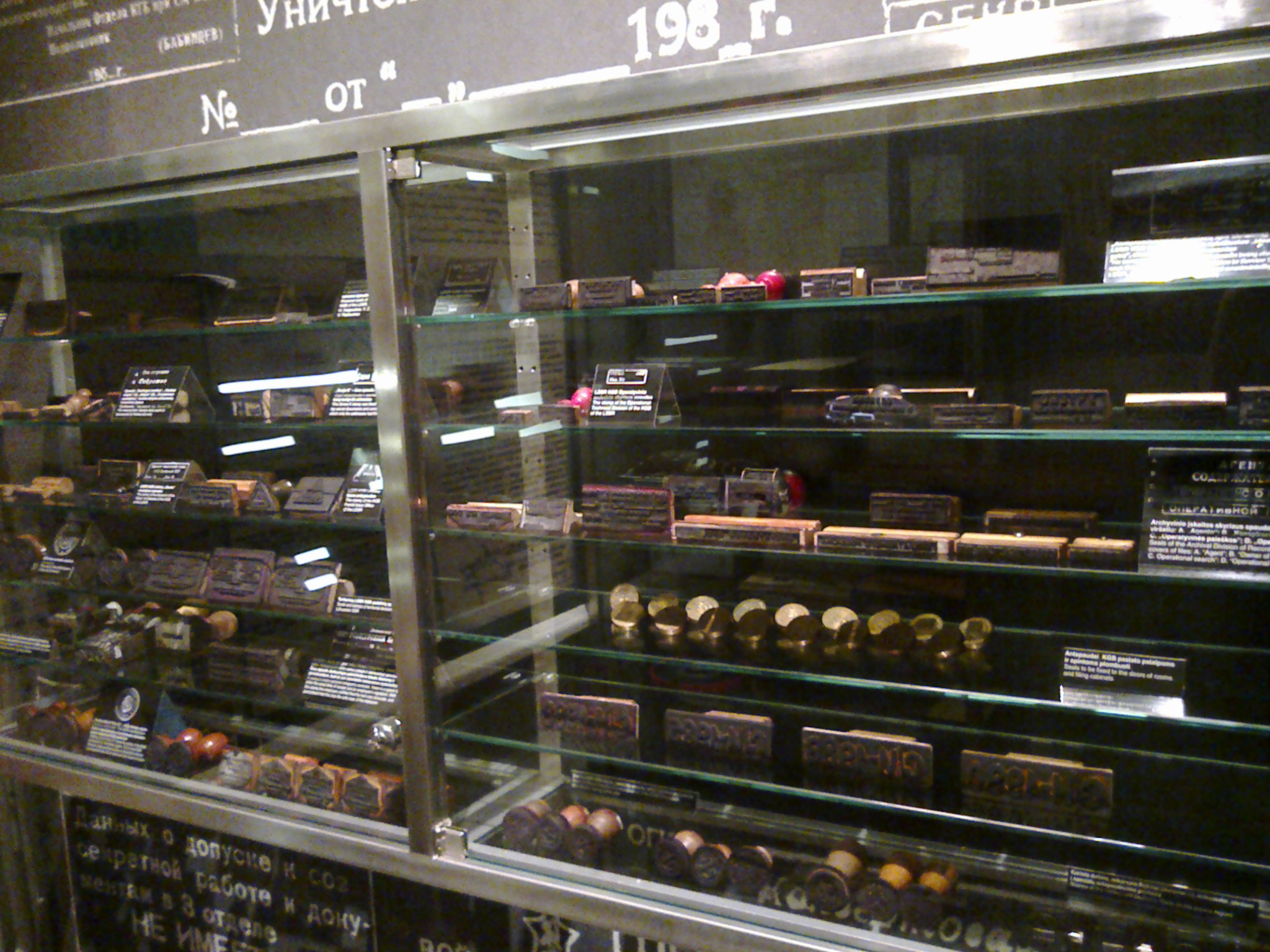
Timbri in gomma nel Museo delle vittime del genocidio, Vilnius
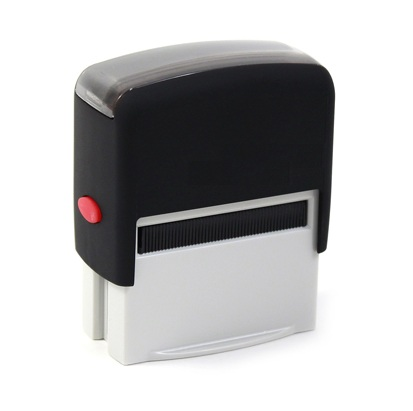
Con la moderna tecnologia di incisione laser, i timbri in gomma personalizzati sono facili da usare e bastano pochi minuti per realizzarli in un negozio specializzato.
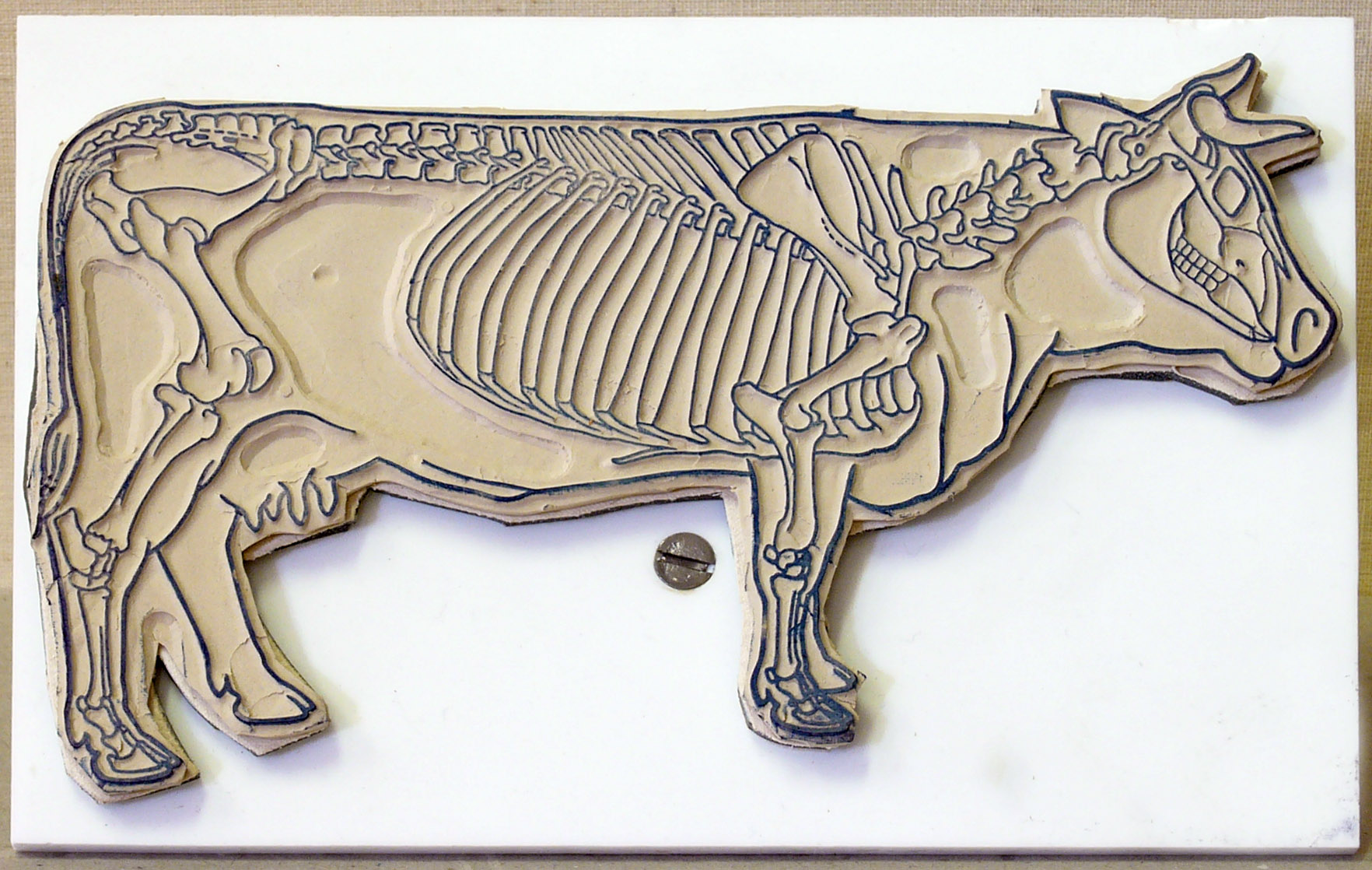
Timbro di contorno
Realizzazione del timbro con il metodo del fotopolimero

## Riferimenti normativi
- Art. 24 comma 2 del Decreto legislativo 7 marzo 2005, n. 82 - Codice dell'amministrazione digitale.